# ليلى داونز
ليلى داونز سانشيز (9 سبتمبر من عام 1968 في مدينة تلاكسياكو البطولية، أواكساكا، المكسيك) مغنية مكسيكية للموسيقى التقليدية، تغني بعدة لغات وخاصة اللغة الإنجليزية والإسبانية. قلد أسلوبها الموسيقي جذور الشعوب الأصلية المكسيكية، بما في ذلك مكستيك، وتزوتزيل، و مايا، بوريبيتشا و ناهواتل، إضافة إلى الموسيقى الإقليمية من المكسيك، ولا سيما في ولاية أوخاكا.

## سيرة
عاشت في أوخاكا، وكذلك في كاليفورنيا. حصلت على شهادة في علم الإنسان من جامعة مينيسوتا. عادت بعد ذلك إلى المكسيك، حيث بدأت الغناء في نوادي في أوخاكا. شاركت في الموسيقى التصويرية لفيلم فريداً، الغناء موضوع حرق الأزرق، الذي رشح في العدد 75 من جوائز الأوسكار.

## الأعمال الموسيقية

### الألبومات
- 1996 - Azuláo
- 1999 - ساندونجا
- 2000 - شجرة الحياة
- 2001 - الخط
- 2004 - الدم
- 2006 - La Cantina
- 2008 - El Alma de Lila Downs(الروح داونز ليلى) (CD + دي في دي)
- 2009 - العين الثعبان
- 2010 - Lila Downs y La Misteriosa en París
- 2010 - شاكالا (فقط على شبكة الإنترنت)

### دي في دي
- 2007 - اليانصيب سونغ (دي في دي)
- 2008 - الروح داونز ليلى (CD + دي في دي)
- 2010 - Lila Downs y La Misteriosa en París (دي في دي)

## اقتباسات
- الموسيقى والاغاني التي أغنيها في ألبوماتي مستوحاة من قوة .

- عظيم, الجميع لديه روح لاتينية في داخله.

## وصلات خارجية
- ليلى داونز على موقع IMDb (الإنجليزية)
- ليلى داونز على موقع ألو سيني (الفرنسية)
- ليلى داونز على موقع ميوزك برينز (الإنجليزية)
- ليلى داونز على موقع أول موفي (الإنجليزية)
- ليلى داونز على موقع قاعدة بيانات الأفلام السويدية (السويدية)
- ليلى داونز على موقع أول ميوزيك (الإنجليزية)
- ليلى داونز على موقع ديسكوغز (الإنجليزية)
- ليلى داونز على موقع قاعدة بيانات الفيلم (الإنجليزية)
- ليلى داونز على موقع كينوبويسك (الروسية)

- الموقع الرسمي
- صفحة اليوتيوب الرسمية
- صفحة ماي سبيس الرسمية